# Raffington Event
Raffington Event (tytuł oryginału: Raffington Event – Détective) – francuskojęzyczny komiks autorstwa niemieckiego rysownika i scenarzysty Andreasa, opublikowany w 1989 przez belgijskie wydawnictwo Le Lombard. Po polsku ukazał się w 2020 nakładem wydawnictwa Kurc. Tytułowy bohater po raz pierwszy pojawił się jako drugoplanowa postać w serii komiksowej Rork stworzonej przez Andreasa.

## Fabuła
Komiks składa się z 10 krótkich historii opowiadających o prywatnym detektywie Raffingtonie Evencie, który zajmuje się dziwnymi sprawami o paranormalnych cechach. W wielu przypadkach jest raczej obserwatorem niż czynnym uczestnikiem wydarzeń, a jego osoba stanowi pretest do ukazania niezwykłych zjawisk.